# Peine de mort fédérale des États-Unis
Pour un article plus général, voir Peine de mort aux États-Unis.

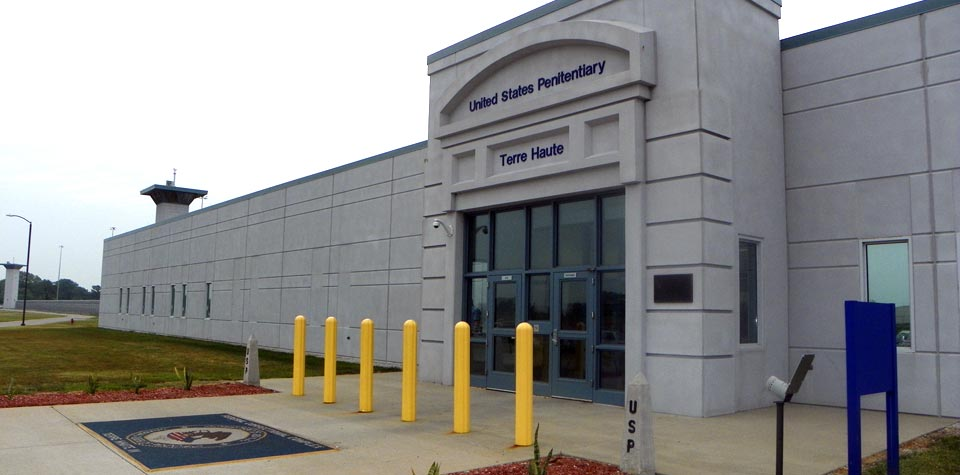
Pénitencier fédéral de Terre Haute, seul établissement fédéral où sont exécutées les peines capitales.

La peine de mort fédérale des États-Unis est effective sur la totalité du territoire américain et concerne les crimes dits « fédéraux », par exemple le meurtre lorsqu'il est lié à des activités que le gouvernement fédéral peut règlementer, à savoir un délit relevant du droit et des juridictions fédéraux. En revanche, un meurtre commis sur le territoire d'un État ne sera du ressort que des tribunaux de cet État, sauf en cas de conflit entre les juridictions (gouvernementale et fédérale). C'est également le Congrès des États-Unis qui fixe la législation militaire et qui est constitutionnellement souverain sur Washington, DC, la capitale fédérale.

## Gouvernement fédéral

### Rappels historiques
Le Crimes Act of 1790 fut la première disposition juridique fédérale qui légalisa la peine de mort sous certaines conditions. Intégrée dans le cadre du Code criminel fédéral, sous-titrée An Act for the Punishment of Certain Crimes Against the United States (Une loi pour punir certains crimes commis contre les États-Unis), elle ne s'appliquait qu'aux crimes de haute trahison mettant en péril le sort de la Nation, de piraterie et mutinerie en haute mer contre et sur des navires fédéraux, de contrefaçon monétaire, et à certains meurtres spécifiques. 
La dernière exécution fédérale datait de 1963, celle de Victor Feguer, quand en 1972, alors que montait depuis dix ans un front d'opposition à la peine capitale, un certain William Henry Furman, condamné à mort en Géorgie pour un meurtre lors d'un cambriolage, fit appel contre cet État devant la Cour suprême qui estima que la peine capitale ne pouvait s'appliquer dans ce cas présent, invoquant les huitième et quatorzième amendements de la constitution américaine. Étant donné que toute décision de la Cour suprême fait jurisprudence, il y eut moratoire, c'est-à-dire suspension, de toutes les exécutions, mais non des condamnations. Confirmé en 1976, le moratoire devint caduc en 1988.

### Fin du moratoire
La peine de mort fédérale a donc été rétablie sous la présidence de Ronald Reagan dans un cadre strict, l’« Anti-Drug Abuse Act of 1988 » qui est entrée en vigueur le 18 novembre 1988, qui prévoit la peine de mort uniquement pour meurtre commis dans le cadre d'une « entreprise à but criminel permanent et effectif », définition qui de fait ne s'applique pas qu'aux trafiquants de drogue.
Durant la présidence de George H. W. Bush, les premières condamnations à mort ont été prononcées et durant celles de Bill Clinton deux lois étendant la peine de mort à son champ d'application actuel furent adoptées. Celles-ci sont le « Federal Death Penalty Act of 1994 » et l’« Antiterrorism and Effective Death Penalty Act of 1996 ». Chaque président apportant décidément sa pierre au rétablissement de la peine de mort, George W. Bush fit lui procéder aux premières exécutions. [réf. nécessaire] [Information douteuse]
Barack Obama devrait superviser l'accusation des cerveaux du 11 septembre contre lesquels la peine de mort sera peut-être requise. Le nouveau procureur général nommé par Obama, Eric Holder, est, sur le papier, opposé à titre personnel à la peine de mort. Cependant, il a promis « d'appliquer la loi fixée par le Congrès » lors de son audition au Sénat. Holder a autorisé les procureurs fédéraux à requérir la peine de mort contre au moins quatre accusés, y compris dans des États où la peine de mort locale n'existe pas, ce qui est une source évidente de conflit.
La première exécution fédérale depuis 1963 a eu lieu le 11 juin 2001, il s'agit de l'exécution de Timothy McVeigh.
Les exécutions fédérales sont difficilement applicables, ou du moins sensiblement retardées, pour des raisons juridiques dues à l'examen de la constitutionnalité de l'injection létale. Six condamnés ont épuisé le processus d'appel[Quand ?] et sont susceptibles de recevoir une date d'exécution lorsque cet obstacle sera levé.
Le 23 décembre 2024, Joe Biden commue la peine de 37 des 40 condamnés à mort. Les 3 condamnés à mort sont les suivants:
- Djokhar Tsarnaev pour l’attentat contre le marathon de Boston ayant coûté la vie à 3 personnes en 2013.
- Dylann Roof pour la fusillade à l'église de Charleston ayant coûté la vie à 9 afro-américains en 2015.
- Robert Bowers pour la fusillade dans la synagogue de Pittsburgh qui a coûté la vie à 11 personnes de confessions juives en 2018.

### Typologie descrimes capitauxfédéraux[6]
- Meurtre au premier degré ;
- Meurtre au second degré par un condamné à perpétuité ;
- Les crimes suivants s'ils ont entraînés la mort :
  - Génocide ;
  - Crimes de guerre ;
  - Crimes contre les droits civiques ;
  - Conspiration ou enlèvement du président des États-Unis ou d'un membre de son personnel ; d'un membre du Cabinet des États-Unis ; de la Cour suprême des États-Unis ou du Congrès des États-Unis ;
  - Crimes impliquant le transport d'explosifs, la destruction de propriété gouvernementale, ou la destruction de propriété liée à commerce étranger ou entre États ;
  - Déraillement de train ;
  - Détournement d'avion ;
  - Torture ;
  - Utilisation d'armes chimiques, prohibées ou de destruction massive ;
  - Viol ou proxénétisme infantile ;
  - Acte de violence ou de sabotage dans un aéroport international ;
  - Postage d'articles nuisibles ou de colis dangereux ;
- Espionnage ;
- Haute trahison ;
- Trafic de drogue en grandes quantités ;
- Conspiration par une organisation criminelle de faire assassiner un juge, juré, témoin ou officier.

### Procédure et statistiques
C'est au procureur général des États-Unis que revient la décision finale de requérir ou non la peine capitale contre un accusé entrant dans les catégories ci-dessus. La condamnation à mort doit être prononcée à l'unanimité d'un jury de douze personnes et sans l'ombre d'un doute, après qu'un autre jury ait déterminé la culpabilité au cours du procès. Le jury peut aussi décider d'une sentence d'emprisonnement à vie sans possibilité de libération, ou décider qu'une sentence moindre doit être imposée, auquel cas elle l'est par un juge. Le juge peut mettre son veto à la peine de mort, c'est également lui qui signe l'ordre d'exécution au moins 120 jours à l'avance. Un condamné à mort a déjà été gracié par Bill Clinton. [réf. souhaitée]
Le couloir de la mort pour le gouvernement fédéral est situé au pénitencier fédéral de Terre Haute, dans l'Indiana. Les exécutions sont faites selon les méthodes ayant cours dans les États où sont commis les crimes. Dans le cas où la peine de mort n'existe pas dans l'État où a eu lieu le crime, le juge choisit un autre État où l'exécution prend place selon la méthode en vigueur. En général, c'est l'injection létale qui est requise et le centre pénitentiaire fédéral de Terre Haute est équipé pour que de telles exécutions puissent y avoir lieu. Si besoin est, il est prévu que l'United States marshal chargé de l'organisation de l'exécution puisse avoir recours aux équipements et personnels des États concernés.

### Exécutions depuis 1988
Les exécutions ont lieu à Terre Haute, dans l'Indiana au Federal Correctional Complex.
| #  | Criminel           | Date            | Méthode(s)       | Sexe  | Crime(s) | Etat     | Présidence     |
| -- | ------------------ | --------------- | ---------------- | ----- | --- | -------- | -------------- |
| 1  | Timothy McVeigh    | 11 juin 2001    | Injection létale | Homme | Meurtre en 1995 de cent soixante-huit personnes en faisant exploser un camion piégé devant un bâtiment fédéral.                                      | Oklahoma | George W. Bush |
| 2  | Juan Garza         | 19 juin 2001    | Injection létale | Homme | Meurtre entre 1990 et 1991 de trois membres de gangs rivaux afin de contrôler le trafic de drogue local.                                             | Texas    | George W. Bush |
| 3  | Louis Jones        | 18 mars 2003    | Injection létale | Homme | Meurtre en 1995 d'une militaire de dix-neuf ans en la battant à mort avec une barre de fer en bordure d'autoroute après l'avoir kidnappée et violée. | Texas    | George W. Bush |
| 4  | Daniel Lee         | 14 juillet 2020 | Injection létale | Homme | Meurtre en 1996 d'un couple et de leur fille de huit ans dans un cambriolage dont le butin devait servir à financer un mouvement suprématiste blanc. | Arkansas | Donald Trump   |
| 5  | Wesley Purkey      | 16 juillet 2020 | Injection létale | Homme | Meurtre en 1998 d'une adolescente de seize ans après l'avoir kidnappée et violée, suivi de l'abandon du corps dans une fosse septique.               | Missouri | Donald Trump   |
| 6  | Dustin Honken      | 17 juillet 2020 | Injection létale | Homme | Meurtre en 1993 de cinq personnes dont un couple et leurs deux fillettes de six et dix ans sur fond de trafic de drogue.                             | Iowa     | Donald Trump   |
| 7  | Lezmond Mitchell   | 26 août 2020    | Injection létale | Homme | Meurtre en 2001 d'une retraitée et de sa petite-fille de neuf ans pour voler leur voiture après les avoirs égorgées, décapitées et démembrées.       | Arizona  | Donald Trump   |
| 8  | Keith Nelson       | 28 août 2020    | Injection létale | Homme | Meurtre en 1999 d'une fillette de dix ans après l'avoir enlevée et violée alors qu'elle faisait du roller devant sa maison.                          | Missouri | Donald Trump   |
| 9  | William LeCroy     | 22 sept 2020    | Injection létale | Homme | Meurtre en 2001 d'une jeune femme après s'être introduit à son domicile et l'avoir violée puis égorgée.                                              | Géorgie  | Donald Trump   |
| 10 | Christopher Vialva | 24 sept 2020    | Injection létale | Homme | Meurtre en 1999 d'un couple de touristes avant de les brûler dans le coffre de leur voiture.                                                         | Texas    | Donald Trump   |
| 11 | Orlando Hall       | 19 nov 2020     | Injection létale | Homme | Meurtre en 1994 d'une adolescente de seize ans en l'enterrant vivante après l'avoir kidnappée et violée.                                             | Texas    | Donald Trump   |
| 12 | Brandon Bernard    | 10 déc 2020     | Injection létale | Homme | Meurtre en 1999 d'un couple de touristes avant de les brûler dans le coffre de leur voiture.                                                         | Texas    | Donald Trump   |
| 13 | Alfred Bourgeois   | 11 déc 2020     | Injection létale | Homme | Meurtre en 2002 de sa fille de deux ans en la battant à mort.                                                                                        | Texas    | Donald Trump   |
| 14 | Lisa Montgomery    | 13 janvier 2021 | Injection létale | Femme | Meurtre en 2004 d'une femme enceinte en lui retirant l'enfant prématuré de l'utérus.                                                                 | Missouri | Donald Trump   |
| 15 | Corey Johnson      | 14 janvier 2021 | Injection létale | Homme | Meurtre en 1992 de sept personnes dans le but de contrôler le trafic de stupéfiants local.                                                           | Virginie | Donald Trump   |
| 16 | Dustin Higgs       | 16 janvier 2021 | Injection létale | Homme | Meurtre en 1996 de trois femmes après qu'elles ont refusé ses avances.                                                                               | Maryland | Donald Trump   |

En janvier 2020 le couloir de la mort Fédéral compte 49 condamnés. Depuis 1988, deux condamnés ont été graciés au niveau fédéral.

### Application de la peine de mort àPorto Rico
Les lois fédérales priment sur les lois d'État de la même manière que la Constitution fédérale domine les Constitutions respectives des États fédérés. Cependant la relation qu'a la loi fédérale vis-à-vis d'une Constitution d'État est plus complexe juridiquement, en particulier dans une juridiction qui n'est pas reconnue comme un État comme Porto Rico. La Constitution de Porto Rico interdit explicitement la peine de mort, à ce titre un juge fédéral a considéré que la peine de mort fédérale y était « localement impraticable » [réf. souhaitée]. Sa décision a été invalidée par la cour d'appel des États-Unis pour le premier circuit [pourquoi ?] [réf. nécessaire] .

## Forces armées des États-Unis
La dernière exécution est celle de John A. Bennett pour le viol et la tentative préméditée de meurtre d'une Australienne de 11 ans, en 1964[réf. souhaitée], les présidents Eisenhower et Kennedy avaient successivement approuvé son exécution. La peine de mort en matière militaire a été rétablie en 1984 sous la présidence de Reagan, aujourd’hui[Quand ?] neuf condamnés à mort sont incarcérés au camp disciplinaire de Fort Leavenworth dans le Kansas [réf. souhaitée]. Le meurtre avec circonstances aggravantes, la mutinerie, la sédition, l'espionnage, le viol ou encore l'utilisation incorrecte de mot de passe sont les crimes théoriquement passibles de mort selon la loi militaire américaine. [réf. souhaitée] Dans la pratique seuls les pires meurtriers sont susceptibles d'être condamnés à mort. [réf. souhaitée] Depuis 1997, la perpétuité réelle est une peine alternative légale — auparavant le maximum hors peine de mort était la perpétuité avec 10 ans incompressibles. [réf. souhaitée] Bien que les jurys civils se composent de 12 membres, le panel qui décide d'une éventuelle condamnation à mort contre un militaire se compose de seulement cinq personnes au moins (mais l'unanimité est requise). Le président peut seul accorder la grâce et nul peut être exécuté sans son accord préliminaire, accord qu’a donné George Bush Junior en 2008 contre un tueur en série, décision qui devra être confirmée ou infirmée par Barack Obama la date d'exécution pour le 10 décembre 2008 ayant été annulée,. L'exécution serait perpétrée à la prison Fédérale de Terre Haute où ont également lieu les exécutions civiles, mais ce sont des militaires qui pousseraient les bocks à injection. [réf. souhaitée]

## Washington (district de Columbia)
Alors que la dernière exécution fédérale était celle de Robert Carter en 1957, pour meurtre, le conseil du district a décidé d'abolir la peine de mort en 1972, et confirma cette décision en 1981. [réf. souhaitée] Cette situation existe dans une ville où le nombre de meurtres par habitant est cinq à six fois plus élevé que dans le reste du pays. [réf. souhaitée] Le district de Columbia est dans une situation politique complexe : la Constitution édicte que le Congrès des États-Unis dispose d'un droit de législation exclusif sur lui, toute l'indépendance dont il dispose est celle que le Congrès a bien voulu lui donner, une situation d'autant plus controversée que le district n'a pas le droit de vote au Congrès.
En 1992, le Congrès impose au district d'organiser un référendum proposant de rétablir la peine de mort en faisant du meurtre d'un agent de police du district un crime fédéral. Le président du district de l'époque, pourtant partisan de la peine de mort, s'était opposé à cette proposition, la considérant comme une violation de l'indépendance de la capitale. Les habitants votèrent contre cette proposition, confirmant ainsi l'abolition de la peine de mort.